# Allen (Karosseriebauunternehmen)

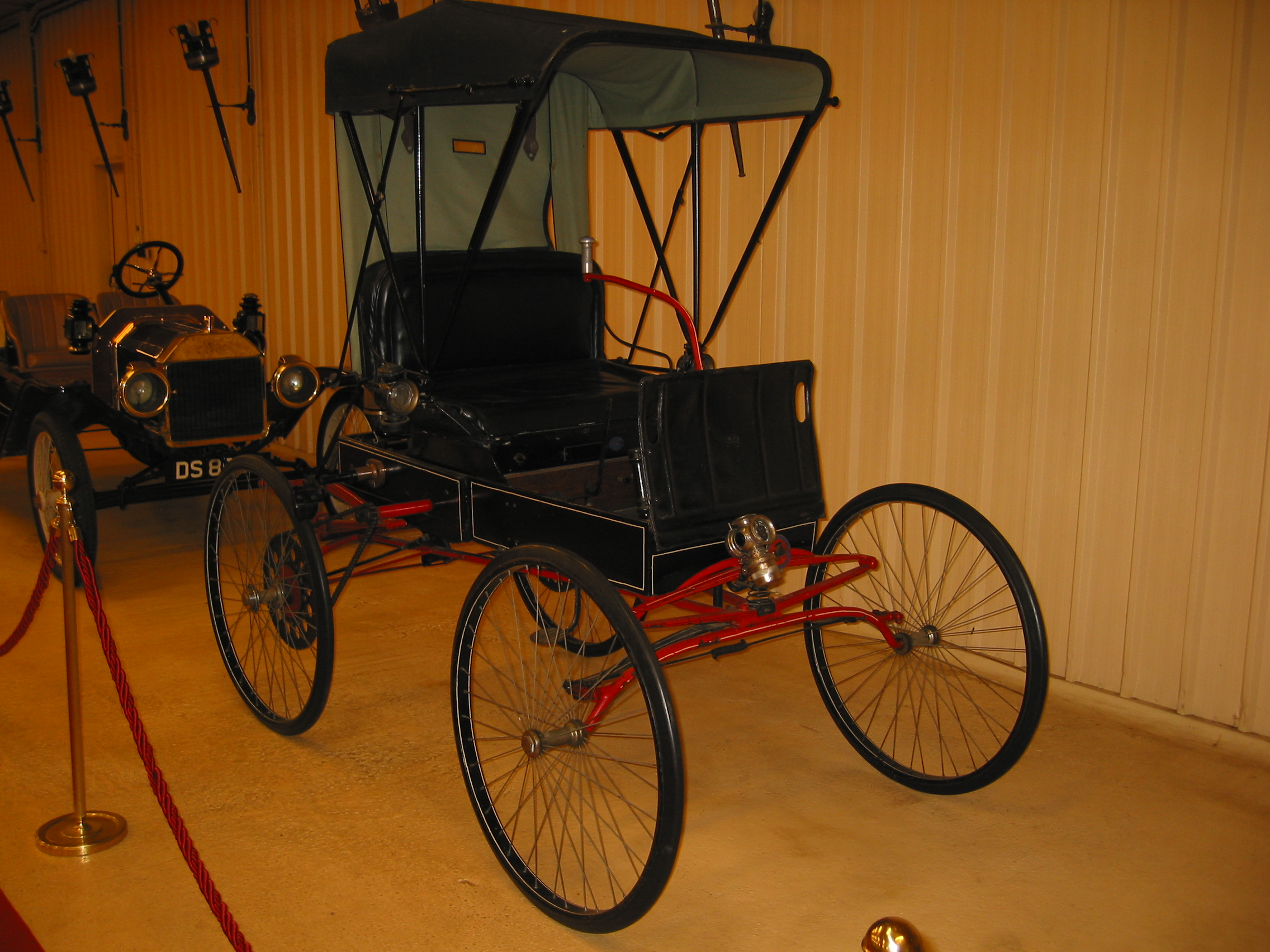
Allen in einem Museum

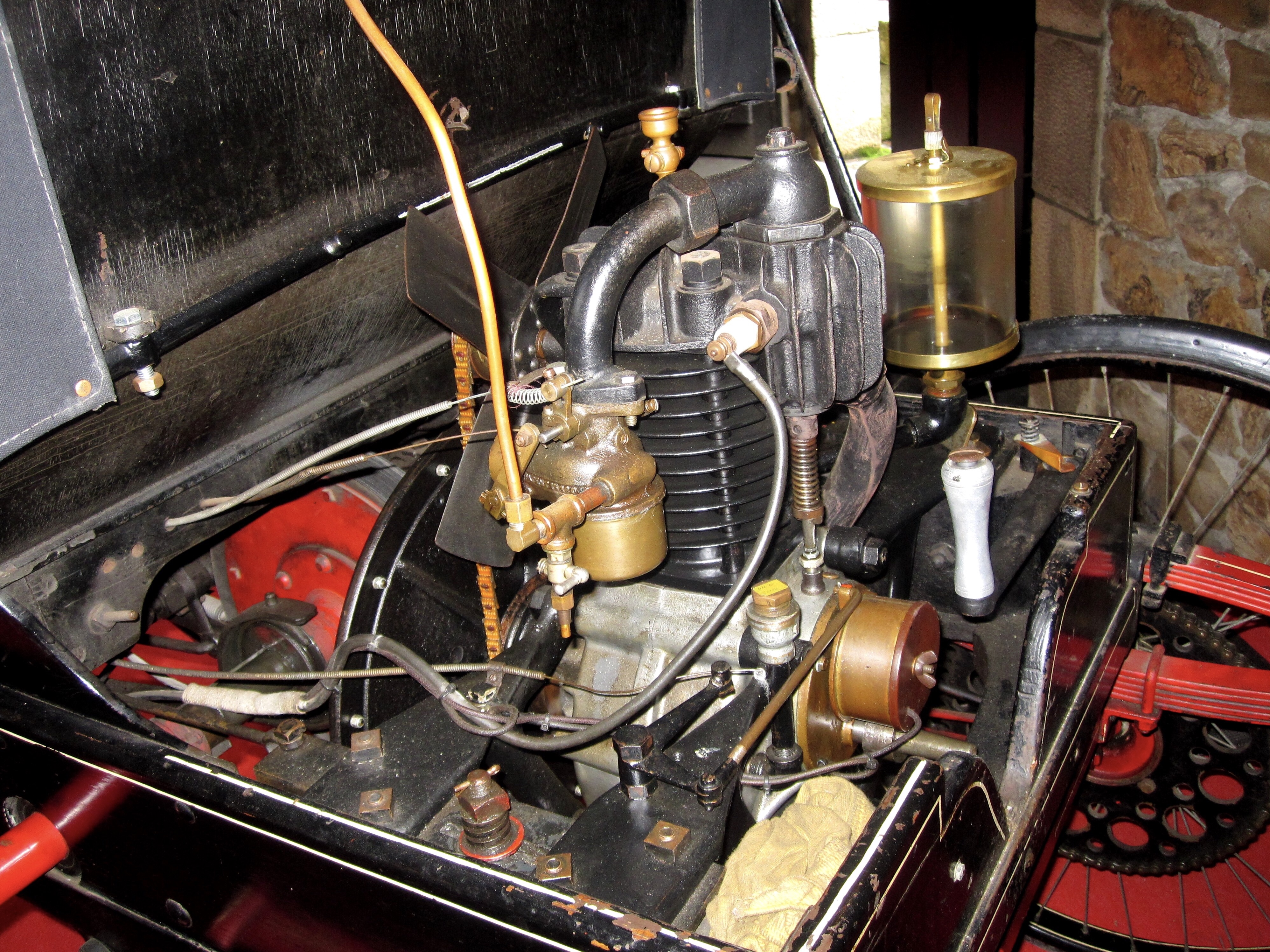
Der Einzylindermotor

Allen war ein US-amerikanischer Hersteller von Karosserien und Automobilen.

## Unternehmensgeschichte
Das Unternehmen existierte zwischen 1895 und 1900. Der Sitz war an 304 West 53rd Street in New York City im US-Bundesstaat New York. G. Edgar Allen leitete es. Hauptsächlich stellte das Unternehmen Karosserien her. Außerdem entstanden einige Automobile, von denen eines noch existiert. Der Markenname lautete Allen.

## Fahrzeuge
Es sind nur die Daten des überlebenden Fahrzeugs bekannt. Es hat einen Einzylindermotor von Aster. Die Leistung von 7,5 PS wird über ein Friktionsgetriebe und eine Kette an die Hinterachse übertragen. Gelenkt wird mit einer Lenkstange. Der offene Runabout bietet Platz für zwei Personen.
Im Museum, in dem das Fahrzeug steht, ist das Baujahr mit 1898 angegeben. Eine Literaturquelle gibt davon abweichend 1900 an.